# 花妖
花妖或花仙、花精。是花成精。中国文化里，花也有灵性，可以修炼为妖。说是百年成精，千年成仙。清代蒲松龄的作品《聊齋誌異》的《香玉》有关于「牡丹花精」与黄姓书生的故事。古诗词也有不少引用花妖，如张炎《华胥引》和唐寅《花月吟》,后故事原型来自《太平广记》

## 其他文獻记载
- 明·袁宏道《惠安伯园亭看芍药开至数十万》诗之三：「百千新艳一时开，那遣花妖不下来。」
- 《清史稿·灾异志五》：「凡恒风霾、晦冥、花妖……皆属之於土。」

1. ↑  明·唐寅《花月吟效连珠体》之六：「风动花枝探月影，天开月镜照花妖。」
2. ↑  萧盛. . 民间. 长江出版社. 2021年8月: 108–109. ISBN 9787549277148.